# Planty
Planty és un municipi francès situat al departament de l'Aube i a la regió del Gran Est. L'any 2007 tenia 178 habitants.

## Demografia

### Població
El 2007 la població de fet de Planty era de 178 persones. Hi havia 84 famílies de les quals 32 eren unipersonals (8 homes vivint sols i 24 dones vivint soles), 28 parelles sense fills i 24 parelles amb fills.
La població ha evolucionat segons el següent gràfic:
Habitants censats

### Habitatges
El 2007 hi havia 150 habitatges, 85 eren l'habitatge principal de la família, 45 eren segones residències i 20 estaven desocupats. 145 eren cases i 2 eren apartaments. Dels 85 habitatges principals, 73 estaven ocupats pels seus propietaris, 10 estaven llogats i ocupats pels llogaters i 2 estaven cedits a títol gratuït; 3 tenien dues cambres, 17 en tenien tres, 24 en tenien quatre i 41 en tenien cinc o més. 68 habitatges disposaven pel capbaix d'una plaça de pàrquing. A 47 habitatges hi havia un automòbil i a 32 n'hi havia dos o més.

### Piràmide de població
La piràmide de població per edats i sexe el 2009 era:
| Homes | Edats   | Dones |
| ----- | ------- | ----- |
| 0     | 95 o +  | 0     |
| 0     | 90 a 94 | 4     |
| 0     | 85 a 89 | 0     |
| 0     | 80 a 84 | 4     |
| 0     | 75 a 79 | 4     |
| 8     | 70 a 74 | 12    |
| 8     | 65 a 69 | 8     |
| 8     | 60 a 64 | 4     |
| 4     | 55 a 59 | 4     |
| 0     | 50 a 54 | 4     |
| 4     | 45 a 49 | 4     |
| 8     | 40 a 44 | 4     |
| 12    | 35 a 39 | 8     |
| 4     | 30 a 34 | 8     |
| 4     | 25 a 29 | 0     |
| 0     | 20 a 24 | 8     |
| 0     | 15 a 19 | 8     |
| 4     | 10 a 14 | 4     |
| 0     | 5 a 9   | 4     |
| 4     | 0 a 4   | 0     |

## Economia
El 2007 la població en edat de treballar era de 99 persones, 68 eren actives i 31 eren inactives. De les 68 persones actives 61 estaven ocupades (39 homes i 22 dones) i 7 estaven aturades (3 homes i 4 dones). De les 31 persones inactives 12 estaven jubilades, 4 estaven estudiant i 15 estaven classificades com a «altres inactius».

### Ingressos
El 2009 a Planty hi havia 94 unitats fiscals que integraven 220 persones, la mediana anual d'ingressos fiscals per persona era de 19.104 €.

### Activitats econòmiques
Dels 7 establiments que hi havia el 2007, 1 era d'una empresa de fabricació d'elements pel transport, 5 d'empreses de comerç i reparació d'automòbils i 1 d'una empresa de serveis.
L'únic establiment comercial que hi havia el 2009 era una botiga d'equipament de la llar.
L'any 2000 a Planty hi havia 7 explotacions agrícoles.

## Equipaments sanitaris i escolars
El 2009 hi havia una escola maternal integrada dins d'un grup escolar amb les comunes properes formant una escola dispersa.

## Poblacions més properes
El següent diagrama mostra les poblacions més properes.